# Peter Crouch: Save Our Summer
Peter Crouch: Save Our Summer is een Britse komische spelshow die voor het eerst werd uitgezonden op BBC One op 6 juni 2020. Oorspronkelijk gepland als onderdeel van de BBC-verslaggeving over het EK 2020, werd de achtdelige televisieserie op 24 maart 2020 door de BBC aangekondigd als reactie op de wijdverbreide annulering van publieke activiteiten in de sport, muziek en comedy als gevolg van de verspreiding van COVID-19. Het programma bevat Peter Crouch, Maya Jama, Alex Horne en The Horne Section en heeft als doel het Britse publiek "een beetje te laten zien van alle grote zomerevenementen die zijn weggenomen".
Vaste onderdelen van het programma zijn onder andere een potje 'VAR' (het dirigeren van muzikaal tempo in een 'zeer nauwkeurig ritme' met behulp van kick-ups), een gastmuzikant die een solo 'tuinsessie' uitvoert en een slotlied voor "enkele van de onbezongen helden van de afgelopen maanden".
De show keerde in 2021 terug als Crouchy's Year-Late Euros: Live en werd, zoals oorspronkelijk gepland, uitgezonden als aftershow voor UEFA Euro 2020.